# Tatra KT8D5R.N2
Tatra KT8D5R.N2 je tříčlánkový tramvajový vůz, který vznikl modernizací československé tramvaje Tatra KT8D5. Rekonstrukce, které spočívají především v dosazení nového středního částečně nízkopodlažního článku, probíhaly mezi lety 2002 a 2014. Takto modernizované vozy jezdí v Brně a Košicích.

## Historické pozadí
Dopravní podnik města Brna (DPMB) pro doplnění počtu svých velkokapacitních obousměrných tramvají KT8D5, kterých do roku 2002 vlastnil celkem 35 (včetně částečně nízkopodlažní varianty KT8D5N), odkoupil v letech 2002 a 2003 od firmy ČKD PRAGOIMEX tři ojeté vozy tohoto typu z Košic, které se jich zbavovaly pro nadbytek. PRAGOIMEX všechny tři vozy kompletně opravil a dvě z nich prototypově zrekonstruoval na model KT8D5R.N2. Novinkou se u tohoto typu stal především nízkopodlažní střední článek, inspirací zde byla tramvaj KT8D5N dodaná do Brna v sedmi kusech v letech 1998 a 1999. První čistě brněnské tramvaje byly modernizovány v roce 2004.
Již v roce 2003 se první rekonstruované tramvaje KT8D5R.N2 objevily také ve slovenských Košicích. V Ostravě se místní dopravní podnik vydal vlastní cestou, v letech 2003 až 2011 zde probíhaly modernizace na jednosměrný typ Tatra KT8D5R.N1. Později se střední nízkopodlažní články tramvají KT8D5 objevily i v Praze a Plzni, zde však jejich dosazení je spojeno s větší úpravou vozidla včetně instalace nové elektrické výzbroje (model Tatra KT8D5R.N2P).

## Modernizace

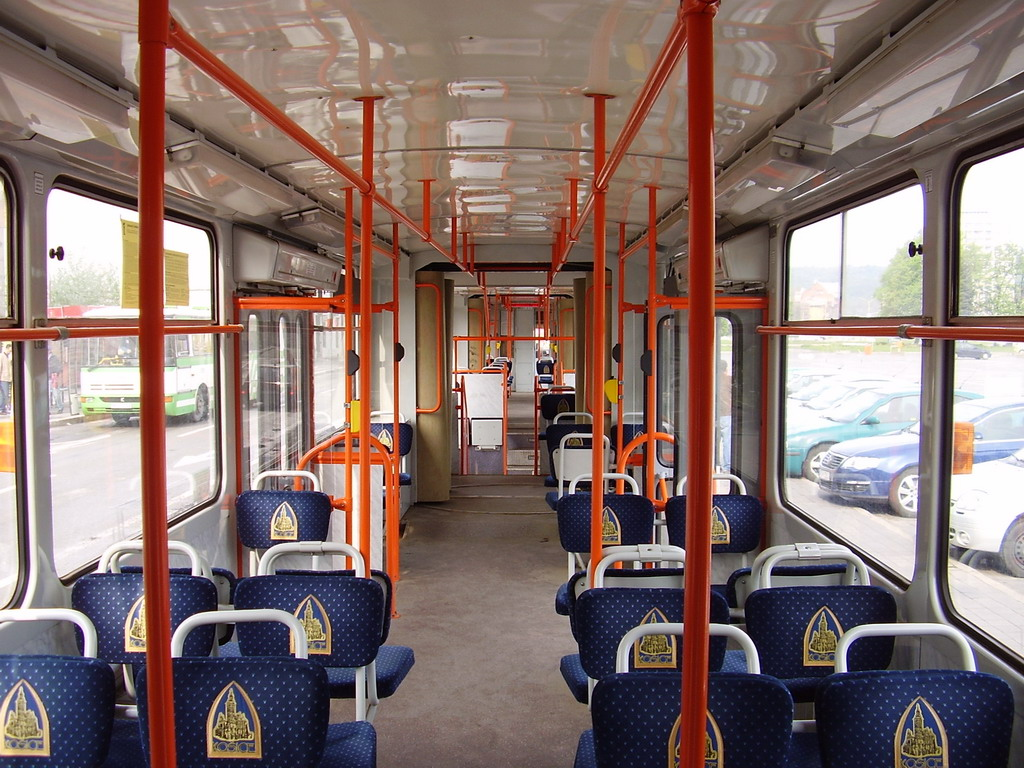
Interiér košického vozu KT8D5R.N2

Hlavní změnou při modernizaci tramvají byla výměna středního článku za nový nízkopodlažní (výška podlahy 350 mm nad temenem kolejnice). Ten pod typovým označením ML8LF dodala firma Krnovské opravny a strojírny. Krajní články tramvají (výška podlahy 900 mm nad TK, v prostoru kloubů se mírně zvedá na 970 mm) byly kompletně opraveny a jejich interiér byl rovněž zmodernizován. Sedačky pro cestující byly místo koženky potaženy textilií, podlaha byla pokryta novou protiskluzovou krytinou, byly instalovány nové podsedákové topnice s integrovanými ventilátory, bylo realizováno i nové obložení interiéru, dosazen byl elektronický informační systém. Také byly opraveny kabiny řidiče, zůstalo však zachováno ovládání vozu nožními pedály. Elektrická výzbroj zůstala původní typu TV3 stejně jako statický měnič, který ale byl nově umístěn na střechu vozu.

## Provoz tramvají Tatra KT8D5R.N2

### Brno
| Provoz | Článek | Typ       | Roky modernizací | Počet vozů | Poznámky |
| ------ | ------ | --------- | ---------------- | ---------- | -------- |
| Brno   | článek | KT8D5R.N2 | 2002–2014        | 31 kusů    |          |

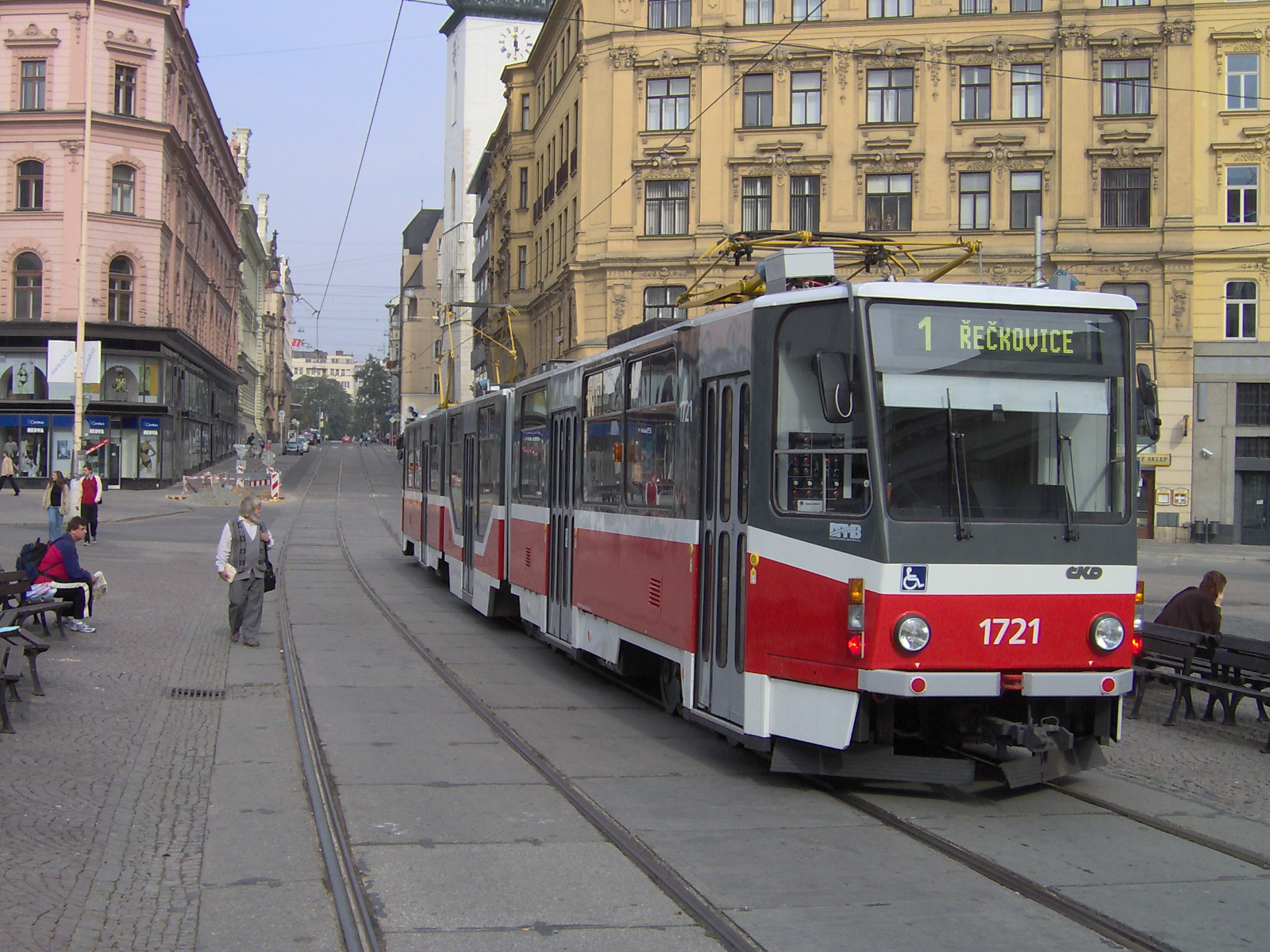
Brněnská zmodernizovaná tramvaj KT8D5R.N2 na náměstí Svobody

Brno se stalo první městem, kde se modernizované tramvaje KT8D5R.N2 objevily. Jednalo se o vůz evidenčního čísla 1737, který byl rekonstruován v roce 2002 a do pravidelného provozu se dostal na jaře následujícího roku. Jedná se původem o košickou tramvaj ev. č. 519. Druhý původem košický vůz ev. č. 1738 (Košice ev. č. 504) byl po modernizaci určen pro ruský Volgograd, zákazník však objednávku zrušil. Tento vůz tak výhodně zakoupil Dopravní podnik města Brna, před uvedením do provozu však musely být u tramvaje ev. č. 1738 provedeny úpravy, neboť provedení pro Volgograd se v určitých detailech lišilo. Vozidlo bylo zprovozněno na podzim 2003. V roce 2004 byly zmodernizovány první tři brněnské vozy KT8D5, v následujících letech byly počty obdobné. Roku 2014 byl rekonstruován poslední vůz č. 1724, čímž byla modernizace těchto tramvají v Brně ukončena. Rekonstrukce byla u prvních dvou ex-košických vozů provedena přímo v KOS Krnov, ostatní tramvaje byly modernizovány v Ústředních dílnách DPMB.
V Brně jsou tramvaje KT8D5R.N2 provozovány především na trati do Líšně, která je od roku 1998 ukončena úvraťově, nejprve v zastávce Jírova, od roku 2004 v zastávce Mifkova. Začátkem roku 2020 byl z provozu odstaven vůz č. 1706, který byl o rok později kvůli špatnému technickému stavu sešrotován jakožto první brněnský vůz tohoto typu. Tramvaje KT8D5R.N2 začaly být odstavovány v roce 2022 v souvislosti s dodávkami vozů Škoda 45T. Odstavenou tramvaj č. 1719, která byla poškozena při nehodě, koupila na jaře 2025 společnost AŽD Praha s plánem její přestavby na experimentální vlakotramvaj, již by testovala na železniční trati Kopidlno – Dolní Bousov, kterou si AŽD pořídila pro testovací účely.

### Košice
| Provoz | Článek | Typ       | Roky modernizací | Počet vozů | Poznámky |
| ------ | ------ | --------- | ---------------- | ---------- | -------- |
| Košice | článek | KT8D5R.N2 | 2003–2009        | 8 kusů     |          |

První dvě košické tramvaje KT8D5R.N2 byly veřejnosti představeny v prosinci 2003, jednalo se o vozy ev. č. 517 a 521. Vzhledem k čekání na nový technický průkaz se tato dvě vozidla v provozu s cestujícími objevila až 30. dubna 2004. Podle smlouvy, kterou následně uzavřel Dopravný podnik mesta Košice s firmou ČKD PRAGOIMEX, mělo být během 10 let rekonstruováno dalších deset tramvají. Kvůli nedostatečným financím, které dopravní podnik od města obdržel, ale toto tempo nebylo možné dodržet. V následujících letech proto byl modernizován většinou jeden vůz KT8D5 ročně. V lednu 2013 je v provozu osm tramvají KT8D5R.N2, poslední tramvaj byla rekonstruována v roce 2009.
Na rozdíl od těch brněnských byly košické vozy modernizovány výhradně v KOS Krnov.